# Yamagata (stad)

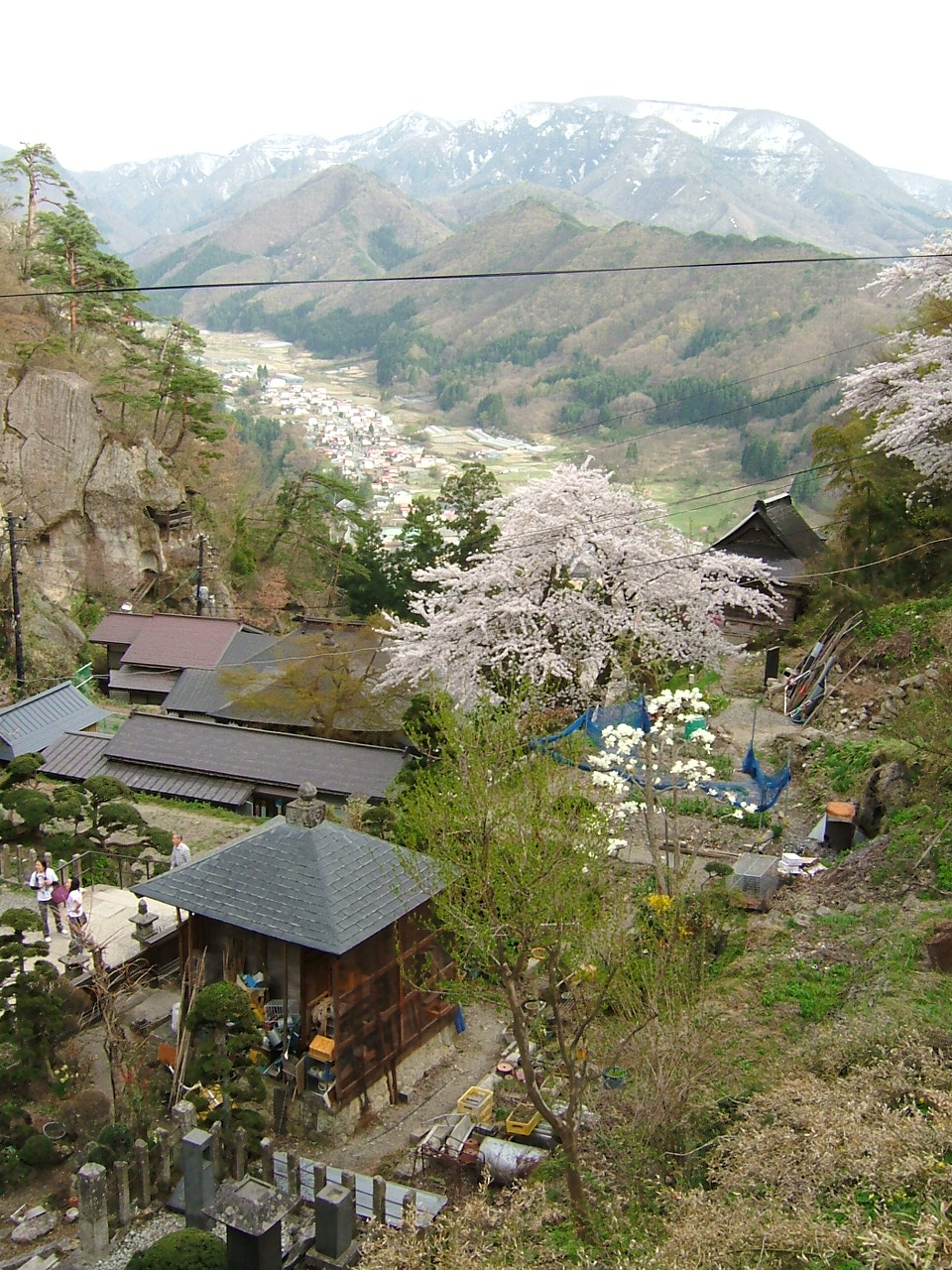
Yamadera

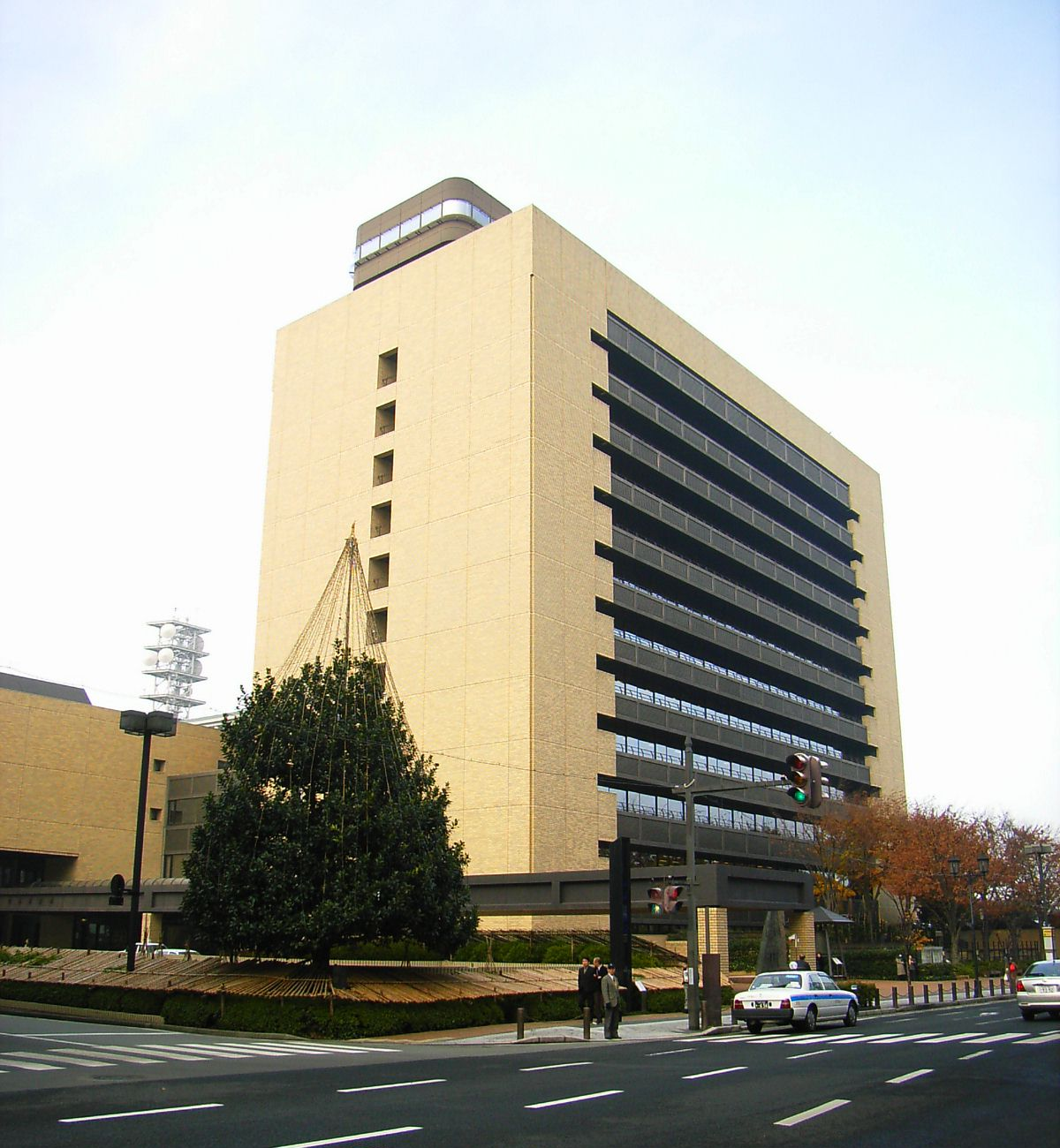
Het gemeentehuis van Yamagata

Yamagata (Japans: 山形市, Yamagata-shi) is de hoofdstad van de prefectuur Yamagata in het noorden van Honshu, Japan. De stad heeft een oppervlakte van 381,34 km² en begin 2008 ruim 255.000 inwoners.
Yamagata ligt in een breed bekken waar het in het voorjaar en in de zomer snel warm en vochtig is. De rivier Mogami stroomt van zuid naar noord door de stad. Verder komen de Mamigasaki en de Su uit het Ōu-gebergte ten oosten van Yamagata.

## Geschiedenis
Yamagata werd op 1 april 1889 een stad (shi).
Op 1 april 2001 kreeg Yamagata de status van Speciale stad.

## Verkeer
Yamagata ligt aan de Yamagata-shinkansen, de Ōu-hoofdlijn, de Senzan-lijn en de Aterazawa-lijn van de East Japan Railway Company.
Yamagata ligt aan de Tōhoku-Chūō-snelweg en de Yamagata-snelweg en verder aan de autowegen 13, 48, 112, 286, 348 en 458.

## Bezienswaardigheden en festivals
In de herfst wordt traditioneel een imoni-kai (芋煮会, lett. een zoete aardappelen party) gehouden. Aardappelen, dun gesneden vlees en groenten worden tijdens een picknick in een pan verhit. De oevers van de Migamisaki zijn hiervoor geliefd.
De gemeente zorgt elk jaar voor een enorme imoni-pan.
In het centrum van Yamagata ligt het park Kajō Kōen (霞城公園) op het voormalige grondgebied van de feodale heer Mogami Yoshiaki. Van de voormalige burcht zijn een aantal muren en de oostelijke hoofdpoort herbouwd. In het park liggen verder sportgelegenheden en openbare gebouwen, waaronder een natuurmuseum. In het park zijn vooral kersenbomen geplant.
Jaarlijks wordt in augustus het Hanagasa-festival (花笠祭り, hanagasa matsuri) gehouden. Dit is een van de grootste festivals in Tōhoku.
Tweejaarlijks wordt het Internationale Documentairefestival van Yamagata georganiseerd.
In Yamagata ligt de beroemde tempel Yamadera (Ryushakuji).
Nabij Yamagata ligt het wintersportgebied Zaō, bekend om de rijp op de bomen.

## Universiteit
De Universiteit van Yamagata kent de Kojirakawa- en de Iida-campus.
Op de Kojirakawa-campus zijn de volgende faculteiten gevestigd:
- Literatuur en Sociale wetenschappen[1],
- Wiskunde, Natuurkunde, Scheikunde, Biologie, Aardwetenschappen.[2]
- Pedagogiek, Kunst, Voeding, informatie en omgeving.[3]

Op de Iida-Campus liggen
- de faculteit voor Medische wetenschappen ,
- de verpleegkundigenopleiding,
- het academisch ziekenhuis.

## Sport
- Montedio Yamagata (voetbalvereniging)
- Yamagata heeft een openlucht-kunstijsbaan genaamd Sogo Sport Center. De ijsbaan is geopend in 1989.

## Stedenbanden
Yamagata heeft een stedenband met
- Kitzbühel, Oostenrijk, sinds 17 februari 1963;
- Swan Hill, Australië, sinds 6 augustus 1980;
- Jilin, China, sinds 21 april 1983;
- Oelan-Oede, Rusland, sinds 16 februari 1991;
- Boulder (Colorado), Verenigde Staten, sinds 22 april 1994.

## Aangrenzende steden
- Tendō
- Kaminoyama
- Sendai
- Higashine
- Nan'yō

## Geboren in Yamagata
- Hiroshi Saito (18 oktober 1957), politicus
- Joji Kato (6 februari 1985), schaatser
- Eriko Watanabe (渡辺 えり子, Watanabe Eriko), actrice
- Miyuki Takahashi (高橋みゆき, Takahashi Miyuki), volleybalspeelster